# Dragan Labović
Dragan Labović (en serbe : Драган Лабовић ; en serbe en écriture cyrillique : Драган Лабовић et en serbe en écriture latine : Dragan Labović), né le 20 avril 1987 à Prokuplje (république socialiste de Serbie, RFS de Yougoslavie) et mort le 9 mai 2025 à Belgrade (Serbie), est un joueur serbe de basket-ball. Il évolue au poste d'ailier fort.

## Biographie
À l'été 2005, Dragan Labović est sélectionné dans l'équipe de Serbie-et-Monténégro avec d'autres joueurs dont Miloš Teodosić, Milenko Tepić, Miroslav Raduljica, Vladimir Štimac et Ivan Paunić. L'équipe remporte le Championnat d'Europe des moins de 18 ans et Labović est élu meilleur joueur de la compétition.

## Palmarès
- Coupe de Serbie-et-Monténégro 2003, 2005
- Coupe de Serbie 2007
- Coupe de Russie 2012
- Champion d'Europe des 20 ans et moins 2006, 2007
- Champion d'Europe des 18 ans et moins 2005